# Glanz, Ferndorf
Glanz je naselje v Občini Ferndorf v Okraju Beljak-dežela na Koroškem v Avstriji.